# Ластаро (Виченца)
Ластаро је насеље у Италији у округу Виченца, региону Венето.
Према процени из 2011. у насељу је живело 3 становника. Насеље се налази на надморској висини од 1079 м.